# Тураг
Тураг (таб. Тӏюрягъ) — село в Табасаранском районе Дагестана (Россия). Административный центр сельского поселения «Сельсовет Турагский».

## География
Расположено на правом берегу реки Карчагсу, рядом с административной границей между Табасаранским и Хивским районом.

## История
Село образовалось благодаря слиянию нескольких поселений — Арчит, Инжла, Урцмиг, Хулартин, Лашаг, Гъулахъ, руины которых можно обнаружить в окрестностях Турага. По данным переписи 1867 года в селе насчитывалось 85 дворов. В то время оно делилось на кварталы (магалы), в которых проживало более 15 тухумов: Лапшар, Гъамбрар, Гудьяр, Шимтар, Кьашвар, Цюгъяр, Якъчар, Девд’яр, Мяд’яр, Авчар и др. Село делилось на кварталы (магалы). Обычно магал составлял тухум — широкий круг родственников по отцовской линии. 
В селении Тураг было более 15 тухумов. Это — «Лапшар», «Гъамбрар», «Гудьяр», «Шимтар», «Кьашвар», «Ц1югъ-яр», «Якъчар», «Девд-яр», «Мяд-яр», «Авчар». Каждый тухум имел своего главу (кавху). В обязанности Кавхи входило следующее: мобилизация населения на общественные работы, обслуживание дорог, мостов, регулирование отношений между тухумами. Кавха был в ответе и за отношения с соседями. Основным занятием жителей было скотоводство. Летние пастбища располагались по хребтам Кьалухъцагь, кьаркьул и Гьергик дагъ. На зиму скот перегоняли на пастбища, которые находились около современных сел Сиртич и Чулат (Галар). Для выпаса скота устанавливали очередь (нубат) по ряду домов в магале. Сеяли ячмень, пшеницу, коноплю, полбу и т. д. Обычно конопля служила сырьем для ткацкого промысла. Жители села славились как мастера по изготовлению керамических изделий. По сей день сохранились изделия, изготовленные ещё в прошлом столетии. Некоторые их экземпляры хранятся в школьном историческом музее. 
Арабский историк ал-Гарнати в 12 веке пишет о 24 рустаках. Речь шла о распаде единого Табасарана на союзы сельских обществ, которые сохраняли свою самостоятельность вплоть до конца 19-го века. Такие союзы, как «Нитриг» и «Калук» включали в себя селения: Тураг, Яргил, Чере, Межгюл, Зильдик, Заза, Верхний Яраг, Нижний Яраг, Чулак, Ничрас, Куярик, Зирдаг. 
Жители этих сел никогда не находились под властью кадиев, майсумов и беков. Об этом также свидетельствуют многие исторические документы. По данным переписи за 1867 года в селе насчитывалось 85 дворов.

## Инфраструктура

### Культура
- Центр традиционной культуры народов России.[3]
- Медицинский пункт

## Население
| 1895  | 1926 | 1939 | 1970  | 1989  | 2002  | 2010  |
| ----- | ---- | ---- | ----- | ----- | ----- | ----- |
| 698   | ↗842 | ↗844 | ↗1166 | ↘1114 | ↗1405 | ↘1164 |
| 2021  |      |      |       |       |       |       |
| ↗1363 |      |      |       |       |       |       |

## Сельское хозяйство
Основное занятие населения — скотоводство, в меньшей степени — растениеводство. Село расположено в горной местности. Рядом пролегают хребты Кьалухъдагь, Кьаркьул и Гьергик дагъ, которые используются жителями как летние пастбища для скота. Под зимние пастбища используются более низкая местность рядом с сёлами Сиртич и Чулат (Галар).

## В кинематографе
В селениях Тинит и Тураг был снят короткометражный фильм на табасаранском языке «Бурж (Долг)» режиссёра Тахмины Гаджикеримовой, уроженки Турага; фильм вышел в 2023 году.